# Гарбор-Спрінгс (Мічиган)
Гарбор-Спрінгс (англ. Harbor Springs) — місто (англ. city) в США, в окрузі Еммет штату Мічиган. Населення — 1274 особи (2020).

## Географія
Гарбор-Спрінгс розташований за координатами 45°25′57″ пн. ш. 84°59′20″ зх. д. / 45.43250° пн. ш. 84.98889° зх. д. (45.432511, -84.988871).  За даними Бюро перепису населення США в 2010 році місто мало площу 3,35 км², уся площа — суходіл.

## Демографія
Згідно з переписом 2010 року, у місті мешкали 1194 особи в 558 домогосподарствах у складі 294 родин. Густота населення становила 356 осіб/км².  Було 1122 помешкання (335/км²).
Расовий склад населення:
| - 92,0 % — білих - 4,8 % — корінних американців - 0,8 % — азіатів - 0,3 % — чорних або афроамериканців - 0,1 % — вихідців з тихоокеанських островів |

До двох чи більше рас належало 2,0 %. Частка іспаномовних становила 0,7 % від усіх жителів.
За віковим діапазоном населення розподілялося таким чином: 15,7 % — особи молодші 18 років, 52,1 % — особи у віці 18—64 років, 32,2 % — особи у віці 65 років та старші. Медіана віку мешканця становила 55,8 року. На 100 осіб жіночої статі у місті припадало 77,9 чоловіків;  на 100 жінок у віці від 18 років та старших — 72,9 чоловіків також старших 18 років.
Середній дохід на одне домашнє господарство  становив 75 781 долар США (медіана — 45 000), а середній дохід на одну сім'ю — 107 773 долари (медіана — 74 886). Медіана доходів становила 41 705 доларів для чоловіків та 37 163 долари для жінок. За межею бідності перебувало 8,8 % осіб, у тому числі 16,2 % дітей у віці до 18 років та 8,4 % осіб у віці 65 років та старших.
Цивільне працевлаштоване населення становило 398 осіб. Основні галузі зайнятості: освіта, охорона здоров'я та соціальна допомога — 20,6 %, мистецтво, розваги та відпочинок — 18,1 %, роздрібна торгівля — 12,1 %, будівництво — 11,3 %.